# ۱۲۳۷ (خورشیدی)
۱۲۳۷ هزار و دویست و سی و هفتمین سال هجری خورشیدی است.